# بوبراندا
بوبراندا یا بوبارس  (به یونانی باستان: Βουβάρης) نام دانشمند و مهندس ایرانی و یکی از دو مهندس اصلی ساخت کانال خشایارشا در شبه جزیره آتوس بود. وی با دختر آمونتاس اول مقدونیه ازدواج کرد. هرودوت این ازدواج را بخشی از معاهده یونانیان با ایرانیان یا نقشهٔ اسکندر پس از جانشینی تاج و تخت می‌داند.